# Farid Daoud
Pour les articles homonymes, voir Daoud.
Farid Daoud est un footballeur algérien né le 25 août 1989 à Tizi Ouzou. Il évolue au poste de milieu de terrain.

## Biographie
Formé à la Jeunesse sportive de Kabylie, Farid Daoud commence sa carrière professionnelle au MC Alger.
Avec le MC Alger il est sacré champion d'Algérie en 2010 et participe dans la foulée à la Ligue des champions de la CAF 2011.

## Palmarès
- Champion d'Algérie en 2010 avec le MC Alger